# 밀고기
밀고기 또는 밀 글루텐(밀+gluten)은 밀에 함유된 식물성 단백질인 글루텐으로 만든 식물성 고기이다.

## 사진 갤러리

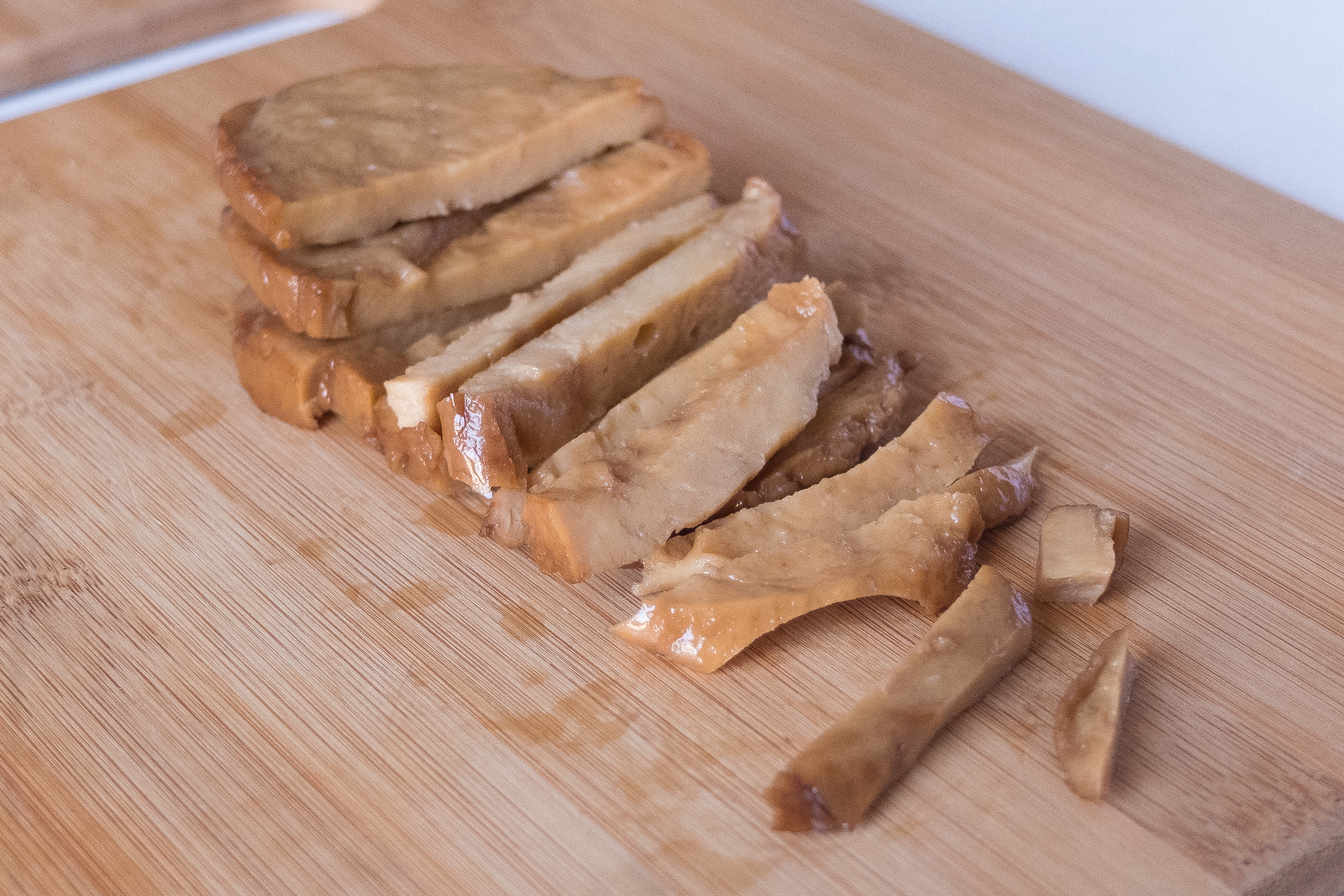
썰어 둔 밀고기
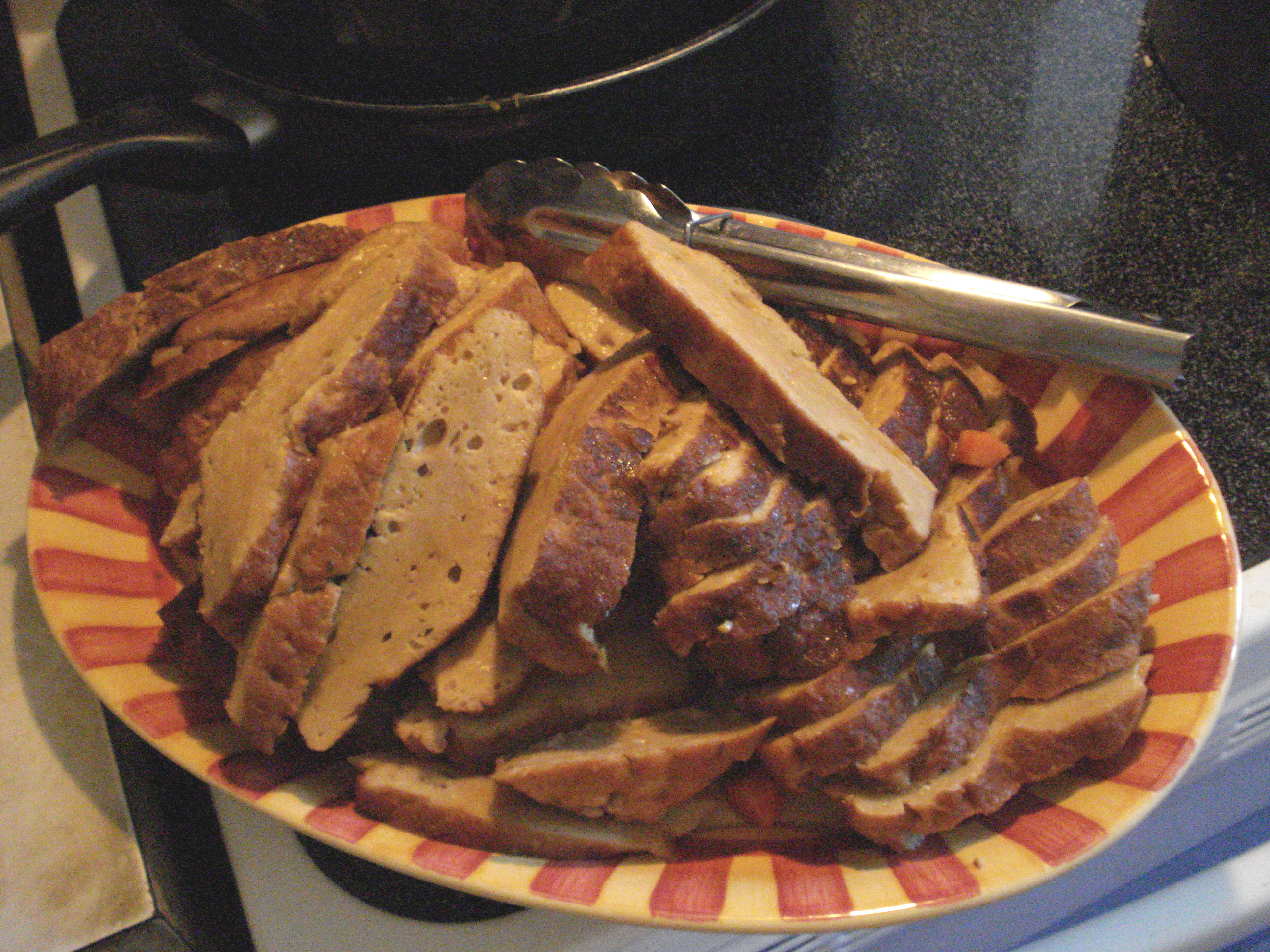
구운 밀고기
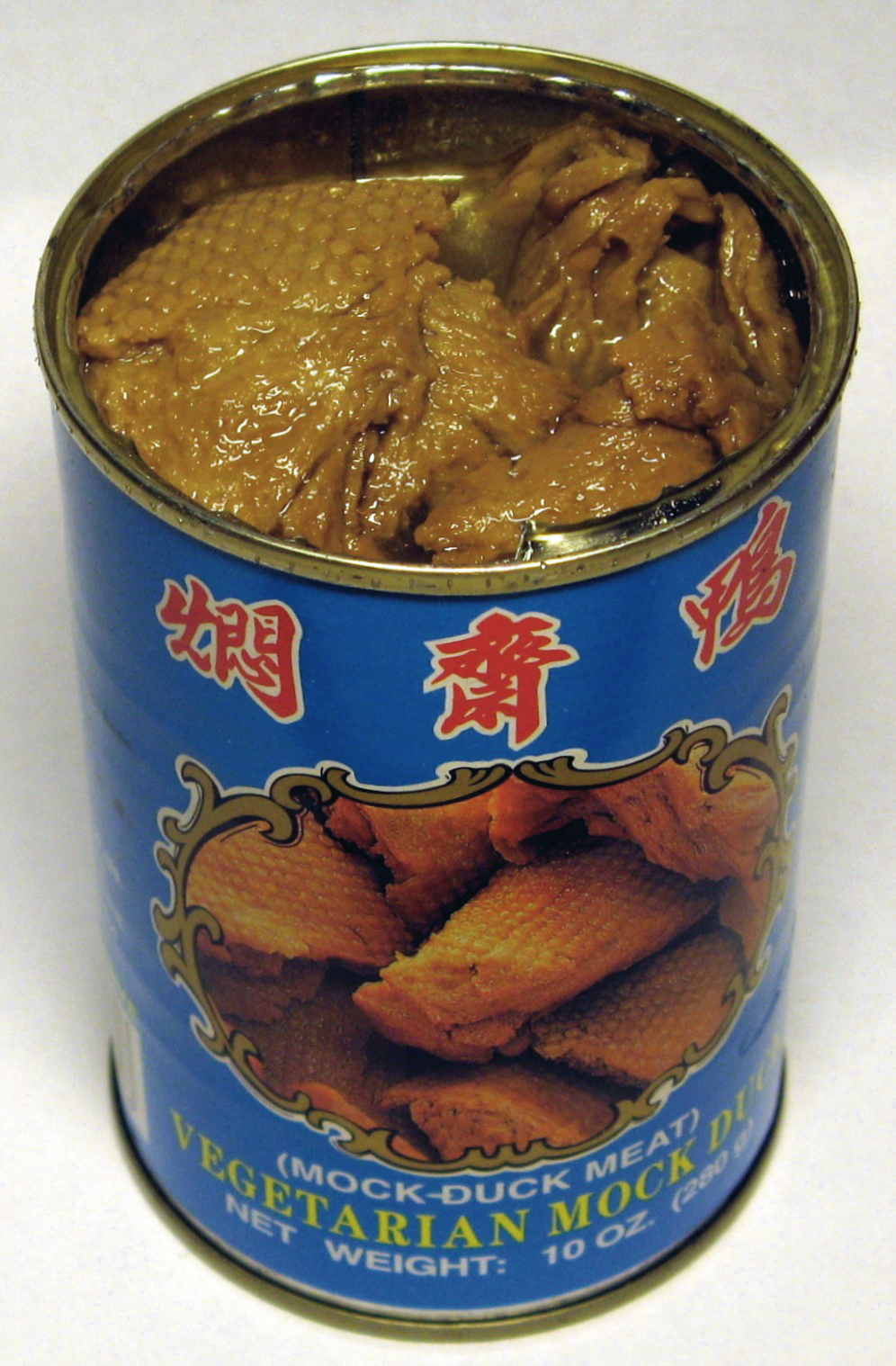
밀고기로 만든 오리고기 대용품 통조림

## 같이 보기
- 콩고기